# Descendants 2 – Die Nachkommen
Descendants 2 – Die Nachkommen (Originaltitel: Descendants 2) ist ein US-amerikanischer Fernsehfilm von Kenny Ortega aus dem Jahr 2017 und die Fortsetzung des Films Descendants – Die Nachkommen aus dem Jahr 2015. Die Hauptrollen haben erneut Dove Cameron (Mal), Sofia Carson (Evie), Booboo Stewart (Jay), Cameron Boyce (Carlos) und Mitchell Hope (Ben) inne. In dem Disney Channel Original Movie kehren Mal, Evie, Carlos und Jay auf die Insel der Verlorenen zurück, um Uma (gespielt von China Anne McClain), aufzuhalten, die die Bösewichte auf die Menschheit loslassen will. Die Erstausstrahlung des Filmes fand am 21. Juli 2017 auf dem Disney Channel sowie parallel auf ABC, Disney XD, Freeform und Lifetime statt.

## Handlung
Seit den Ereignissen des ersten Films ist ein halbes Jahr vergangen. Mal, Evie, Jay und Carlos haben sich inzwischen in Auradon eingelebt. Allerdings ist ihr Leben nicht frei von Schwierigkeiten. Jay wurde zum Captain des Fechtteams ernannt und würde den vakanten Platz im Team gerne mit Lonnie besetzen, Chad hält ihm jedoch unter die Nase, dass laut Statut das Fechtteam neben dem Captain aus acht Männern bestehen muss. Carlos hat sich in Jane verliebt und würde sie gerne zur anstehenden Yacht-Party (im Original Cotillion) einladen, schafft es jedoch nicht, sich dazu zu überwinden. Als Mal ihm mit einer Süßigkeit aushelfen will, die mit einem Wahrheitsserum präpariert ist, frisst sein Hund Dude diese auf und kann von nun an sprechen. Am kritischsten geht es jedoch Mal selbst: Nach außen hin mimt sie die perfekte Prinzessin und hat sich extra die Haare blond gefärbt, in Wahrheit ist sie jedoch mit der Etikette sowie mit dem Medienrummel und dem Termindruck, unter dem sie als Freundin des Königs steht, überfordert. Sie sehnt sich nach der alten Zeit als Schurkenkind und vertraut sich schließlich Evie an. Diese fühlt sich jedoch mit ihrem Leben in Auradon und ihrer Beziehung mit Doug vollkommen wohl und nimmt die Sorgen ihrer besten Freundin nicht ernst. Im Gegenteil stellt sie Mal sogar zur Rede, weil diese das Zauberbuch ihrer Mutter benutzt, um ihren Verpflichtungen leichter nachzukommen.
Als Ben während eines Picknicks entdeckt, dass Mal ihre Aufgaben mithilfe von Magie bewältigt hat, kommt es zum Streit zwischen den beiden und sie verlässt bestürzt das Picknick. Sie packt ihre Sachen und kehrt auf die Insel der Verlorenen zurück, nicht wissend, dass sie dort nicht mehr willkommen ist: Uma, ihre frühere Erzfeindin und Tochter von Ursula, hat mit ihrer Bande, zu der auch Captain Hooks Sohn Harry und Gastons Sohn Gil gehören, Mals Bande als die gefürchtetste Gang der Insel abgelöst; nach Maleficents Fortgang haben sie faktisch die Kontrolle über die Insel übernommen. Als erstes sucht Mal den Frisörsalon von Lady Tremaine auf und besucht dort Drizellas Tochter Dizzy, die sich sehr freut Mal wieder zu sehen. Auf Mals Bitte hin zaubert Dizzy, die Mals blonde Haare als unnatürlich empfindet, ihr eine neue Frisur in ihrer charakteristischen lila Farbe. Als sie fertig ist, nimmt Harry ihr das Geld aus der Kasse ab und entdeckt so, dass Mal zurückgekehrt ist. Er informiert Uma sofort.
Ben, Evie, Jay und Carlos erfahren von Mals Abreise und schleichen sich auf die Insel, um sie zu finden. Dort werden sie mit der Armut und den schlechten Lebensbedingungen der anderen Kinder konfrontiert, die dort leben. Nachdem Ben von den Anderen drei einen Crashkurs erhalten hat, wie man sich auf der Insel benimmt ohne aufzufallen, laufen sie dem einfältigen Gil über den Weg, der sie dennoch erkennt und ebenfalls bei Uma Alarm schlägt. Ben entschuldigt sich bei Mal und sichert ihr zu, dass er sie weiterhin liebt, und sogar bereit ist sein bisheriges Leben aufzugeben und auf der Insel zu leben, Mal meint jedoch Ben gehört nach Auradon und sie selbst hätte nur schlechten Einfluss auf ihn. Es folgt ein emotionaler Abschied von Evie, bei dem sie sich auch dafür entschuldigt, dass sie nicht gemerkt hat, wie unglücklich Mal in Auradon war. Als sich Evie, Jay und Carlos auf den Rückweg machen wollen, verlieren sie Ben kurz aus den Augen, und plötzlich steht Harry vor ihnen: Er sagt ihnen, dass Uma Ben gefangen genommen hat und Mal in der Taverne ihrer Mutter erwartet. Nachdem sie ihre Freunde zur Rede gestellt hat, begibt sich Mal sofort zu Ursulas Taverne. Uma genießt ihre Schadenfreude, ehe sie Mal zu einer Partie Armdrücken um Bens Freilassung herausfordert, welche diese verliert. Ben wird nur freikommen, wenn Mal Uma den Zauberstab der guten Fee bringt, andererseits würde Ben sterben.
Carlos und Jay kehren zur Auradon Prep zurück, wo sie mithilfe eines von Carlos installierten 3D-Druckers eine Replik des Zauberstabs erstellen. Auf dem Rückweg werden sie von Lonnie belauscht und schließlich von ihr erpresst, dass sie bei Bens Befreiung dabei sein darf. Mal und Evie besorgen derweil im Frisörsalon Rohstoffe für Farbbomben, während Dizzy, die auch eine talentierte Designerin ist, Schmuckstücke als Geschenke für die beiden anfertigt. Auf dem Schiff von Umas Bande spricht sich Uma mit Ben darüber aus, wie traurig sie war, dass sie selbst und andere Schurkenkinder nicht ausgewählt wurden in Auradon zu leben, und weiterhin ein elendes Leben auf der Insel fristen müssen. Ben gesteht sich ein, dass er über seine Aufgaben als König die anderen Kinder vollkommen vergessen hat. Zerknirscht bietet er Uma an, mit nach Auradon zu kommen, Uma lehnt jedoch ab, da sie jetzt am längeren Hebel sitzt. Mal und ihre Freunde treffen derweil an Umas Schiff ein. Uma fordert einen Beweis, dass sie den echten Zauberstab bei sich haben, andernfalls müsste Ben über die Planke gehen und würde von den Haien gefressen. Indem sie so tut als könnte Dude durch die Macht des Zauberstabes sprechen, überlistet Mal Uma und Ben wird freigelassen. Als Uma jedoch versucht die Barriere zu öffnen, erkennt sie die Täuschung. Mithilfe der Farbbomben können sie Umas Bande lange genug ablenken um Ben in Sicherheit zu bringen, ehe es zum Kampf zwischen den beiden Banden kommt. Mal und ihre Freunde schaffen es von der Insel zu fliehen, lassen dabei jedoch Mals Zauberbuch zurück.
Zurück in Auradon kommen die Schurkenkinder zu dem Entschluss, dass sie nicht von ihrer Vergangenheit davonlaufen können, und deshalb etwas für die Kinder tun wollen die noch auf der Insel sind. Auch beschließen sie, fortan ehrlich zueinander und zu sich selbst zu sein. Carlos kämpft noch ein wenig mit sich, als Dude ihm jedoch sagt wie er ihn sieht, bringt er endlich den Mut auf Jane seine Liebe zu gestehen, was von Jane erwidert wird. Zum Dank für Lonnies Beteiligung an Bens Rettung hat Jay Coach Jenkins überredet Lonnie zum Captain des Fechtteams zu ernennen. Die Beziehung zwischen Mal und Ben ist jedoch weiterhin angespannt.
Auf der Yacht-Party erzählen Carlos und Jane der guten Fee, dass sie jetzt zusammen sind. Evie präsentiert stolz den Schmuck, den Dizzy angefertigt hat. Plötzlich taucht jedoch Uma als Bens Begleitung auf der Yacht auf, sehr zum Entsetzen aller Anwesenden. Uma gesteht, dass sie gleichzeitig mit Mals Freunden von der Insel geflohen ist, angeblich weil sie ohne Ben nicht mehr leben konnte. Ben verkündet sogleich, dass Uma seine wahre Liebe ist, gibt ihr einen für Mal gedachten Ring und befiehlt der Guten Fee, die Barriere um die Insel zu öffnen. Jane und Lumière nutzen das Zögern der Guten Fee, um ein Buntglasfenster zu enthüllen, welches Ben als Geschenk für Mal in den letzten Wochen anfertigen ließ. Mal erkennt dadurch, dass Ben sie die ganze Zeit so akzeptiert und geliebt hat, wie sie wirklich ist. Als klar wird, dass Uma Ben mit einem Zauber gefügig gemacht hat, gesteht Mal ihm ihre Liebe und küsst ihn, wodurch der Zauber gebrochen wird. Außer sich vor Wut springt Uma über Bord und verwandelt sich mit Ursulas magischer Muschel in eine Seehexe. Mal wiederum verwandelt sich in einen Drachen und nimmt den Kampf gegen Uma auf, wobei die Yacht überflutet wird. Auch Ben springt über Bord und überredet beide Ungeheuer, den Kampf zu beenden. Uma gibt Ben den Ring zurück und zieht friedlich von dannen.
Nachdem sich Mal wieder zurückverwandelt, söhnt sie sich mit Ben aus. Lumière hat unter Deck Mals Zauberbuch gefunden, welches sie der Guten Fee anvertraut. Evie bringt endlich Ben ihr Anliegen vor, Dizzy und weiteren Kinder von der Insel die Chance zu geben in Auradon zu leben. Derweil feiern die Freunde ihre Party und tanzen fröhlich auf der überfluteten Yacht.
In einer Post-Credit-Szene wird ein Bote ausgeschickt, der Dizzy ein Schreiben überbringt, dass sie fortan auf die Auradon Prep gehen darf, was Dizzy begeistert annimmt. Danach spricht Uma das Publikum an und verspricht, dass die Geschichte noch nicht vorbei ist.

## Hintergrundinformationen

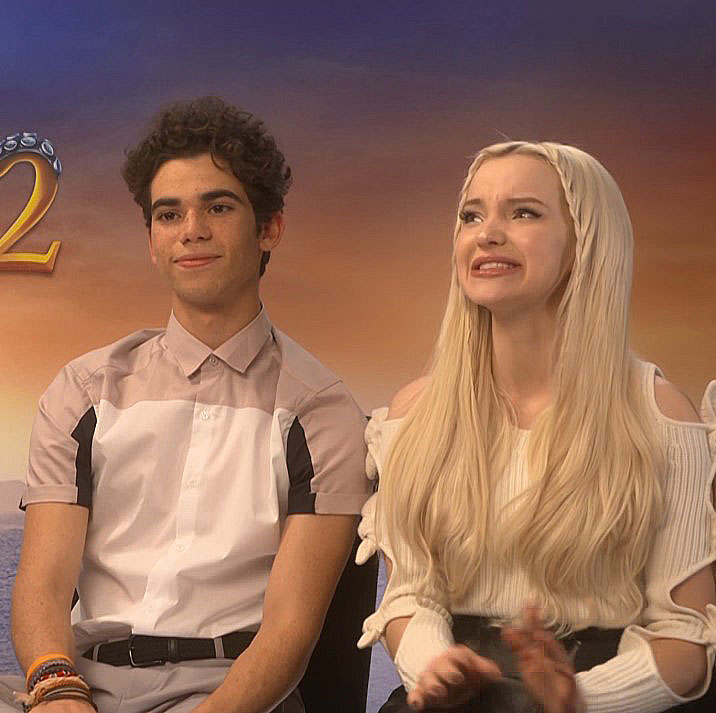
Cameron Boyce und Dove Cameron sprechen über Descendants 2 – Die Nachkommen.

Bereits auf der D23 Expo 2015 wurde ein zweiter Teil angekündigt. Dieser wurde offiziell im Juni 2016 bestätigt. Das Drehbuch verfassten Josann McGibbon und Sara Parriott, während Kenny Ortega erneut auf dem Regiestuhl Platz nahm. Dove Cameron, Sofia Carson, Booboo Stewart, Cameron Boyce, Mitchell Hope, Brenna D’Amico, Jedidiah Goodacre, Zachary Gibson, Dianne Doan und Kristin Chenoweth schlüpfen in die Rolle aus dem ersten Teil. China Anne McClain, die bereits in der Fernsehserie Descendants – Verhexte Welt eine Synchronrolle übernahm, wurde für die Rolle der Uma, die Tochter von Ursula aus Arielle, die Meerjungfrau, gecastet. China Anne McClain und Cameron Boyce waren in diesem Film nach Kindsköpfe und Kindsköpfe 2 das dritte Mal gemeinsam vor der Kamera. Thomas Doherty erhielt die Rolle des Sohnes von Captain Hook, Harry Hook. Kurz vor Fimveröffentlichung wurde bekannt, dass Whoopi Goldberg die Stimme von Ursula spricht.
Die Dreharbeiten begannen im September 2016 in Vancouver.

## Besetzung und Synchronisation
Die deutsche Synchronisation entstand unter dem Dialogbuch von Ruth Deny sowie unter der Dialogregie von Marina Köhler und Christian Zeiger durch die Synchronfirma SDI Media Germany GmbH in München und Berlin.
| Rolle          | Darsteller               | Synchronsprecher/in | Bemerkung                                  |
| -------------- | ------------------------ | ------------------- | ------------------------------------------ |
| Mal            | Dove Cameron             | Maresa Sedlmeir     | Tochter von Maleficent                     |
| Evie           | Sofia Carson             | Jodie Blank         | Tochter der Bösen Königin Grimhilde        |
| Carlos De Vil  | Cameron Boyce            | Patrick Keller      | Sohn von Cruella de Vil                    |
| Jay            | Booboo Stewart           | Maximilian Belle    | Sohn von Djafar                            |
| König Ben      | Mitchell Hope            | Felix Mayer         | Sohn von Belle und dem Biest               |
| Uma            | China Anne McClain       | Malika Bayerwaltes  | Tochter von Ursula                         |
| Harry Hook     | Thomas Doherty           | Till Völger         | Sohn von Captain Hook                      |
| Jane           | Brenna D’Amico           | Regina Beckhaus     | Tochter der Guten Fee                      |
| Chad Charming  | Jedidiah Goodacre        | Max Felder          | Sohn von Cinderella und König Charming     |
| Lonnie         | Dianne Doan              | Marcia von Rebay    | Tochter von Mulan und Li Shang             |
| Doug           | Zachary Gibson           | Patrick Roche       | Sohn vom Zwerg Dopey                       |
| Gil            | Dylan Playfair           | Leonard Hohm        | Sohn von Gaston                            |
| Dizzy Tremaine | Anna Cathcart            | Laura Jenni         | Tochter von Drizella Tremaine              |
| Gute Fee       | Melanie Paxson           | Daniela Reidies     | Die Gute Fee aus Cinderella                |
| Belle          | Keegan Connor Tracy      | Melanie Manstein    | Protagonistin aus Die Schöne und das Biest |
| Biest          | Dan Payne                | Markus Pfeiffer     | Protagonist aus Die Schöne und das Biest   |
| Dude           | Bobby Moynihan (Stimme)  | Pascal Fligg        | Carlos’ Hund                               |
| Ursula         | Whoopi Goldberg (Stimme) | Beate Gerlach       | Antagonistin aus Arielle, die Meerjungfrau |

## Veröffentlichung
Vereinigte Staaten
Der Film feierte am 21. Juli 2017 Premiere auf dem Disney Channel. Parallel dazu wurde der Film auf ABC, Disney XD, Freeform, Lifetime und Lifetime Movies ausgestrahlt. Der Film erreichte 5,33 Millionen Zuschauern auf dem Disney Channel, 2,41 Millionen auf ABC sowie weitere 1 Million, die zwischen Disney XD, Freeform und den beiden Lifetime-Kanälen aufgeteilt wurden. Insgesamt erreichte der Film 8,92 Millionen Zuschauern an seinem Premierentag. In den ersten paar Tagen nach der Erstausstrahlung wurde der Film ungefähr 21 Millionen Mal gesehen. Die DVD-Veröffentlichung in den USA folgte am 15. August 2017.
Deutschland
Die Deutschlandpremiere fand am 3. September 2017 auf Disney Cinemagic statt. Die Free-TV-Premiere fand am 15. Oktober 2017 auf ProSieben statt. Auf dem deutschen Disney Channel wurde der Film erstmals am 4. November 2017 ausgestrahlt und erreichte 0,41 Millionen Zuschauer. Die DVD-Veröffentlichung in Deutschland folgte am 9. November 2017.

## Soundtrack
Der Soundtrack zum Film wurde am 21. Juli 2017 in den Vereinigten Staaten und in Deutschland veröffentlicht. Er wurde neben den Vereinigten Staaten auch im Vereinigten Königreich mit einer Goldenen Schallplatte ausgezeichnet.

### Trackliste
1. Ways to Be Wicked – Dove Cameron, Sofia Carson, Cameron Boyce & Booboo Stewart
2. What’s My Name – China Anne McClain, Thomas Doherty & Dylan Playfair
3. Chillin’ Like a Villain – Sofia Carson, Cameron Boyce, Booboo Stewart & Mitchell Hope
4. Space Between – Dove Cameron & Sofia Carson
5. It’s Goin’ Down – Dove Cameron, Sofia Carson, Cameron Boyce, Booboo Stewart, China Anne McClain, Thomas Doherty, Dylan Playfair & Mitchell Hope
6. You and Me – Dove Cameron, Sofia Carson, Cameron Boyce, Booboo Stewart, Mitchell Hope & Jeff Lewis
7. Kiss the Girl – Dove Cameron, Sofia Carson, Cameron Boyce, Booboo Stewart, China Anne McClain & Thomas Doherty
8. Poor Unfortunate Souls – China Anne McClain
9. Better Together – Dove Cameron & Sofia Carson
10. Evil – Dove Cameron
11. Rather Be with You – Dove Cameron & Sofia Carson

Singles
Als erste Single des Albums wurde am 14. April 2017 Ways to Be Wicked veröffentlicht. Das Musikvideo dazu wurde am 30. April 2017 im Rahmen der Radio Disney Music Awards 2017 veröffentlicht. Als zweite Single erschien am 2. Juni 2017 What’s My Name. Das Musikvideo dazu feierte am 14. Juni 2017 Premiere.

## Fortsetzung
Die Fortsetzung Descendants 3 – Die Nachkommen (Descendants 3) wurde im August 2019 auf dem Disney Channel erstveröffentlicht. Die deutschsprachige Erstausstrahlung erfolgte im März 2020 auf dem Disney Channel.